# 板津村 (石川県)
板津村（いたづむら）は、石川県能美郡に存在した村。
由来は、この地が元から板津と称されていたことから中世に板津荘（いたづのしよう）という荘園が設けられていたことによる。なお当地が能美郡衙であったことから、郡家荘（ぐんけのしよう）とも称されていた。

## 地理
- 現在の小松市の北部にあたる。梯川を挟んで、小松の中心市街地の北隣に位置する。
- 主に水田地帯中心の平坦な地形。海岸に近い西の方には松林があった。
- 当時は稲作の他、桑苗栽培なども行われていた。
- 河川: 梯川、八丁川、鍋谷川

## 歴史
- 1907年（明治40年）8月5日 - 田川村、高田村及び千針村が合併して、板津村が発足する。なお、千針村の区域の内、金屋の区域は、同日、発足する白江村に編入する。白江村の大字となる。
- 1909年（明治42年） - 5月15日 - 181町に亘って耕地整理が行われる。
- 1934年（昭和9年） - 手取川大水害により、板津村も被害を受ける。これを受け、1936年から1937年にかけて、444町に亘る耕地の復旧事業が行われる。
- 1940年（昭和15年）12月1日 - 小松町、安宅町、牧村、板津村、白江村、苗代村、御幸村及び粟津村が合併して、小松市が発足する。長野田は長田町、高堂新は高松町[1]に名称を変更する。その他の14大字は小松市の町名に継承。